# István Szobel
István Sándor Szobel (Budapest, 22 giugno 1924 – ...) è stato un calciatore e allenatore di calcio ungherese, di ruolo centrocampista.

## Carriera
Aveva giocato nel Campionato ungherese con l'MTK Budapest, prima di passare in Italia, dove militò con Palermo (di cui è stato il primo e unico calciatore ungherese della storia della società), Biellese, Rimini e Lecce. Sia con siciliani che con i salentini ha giocato 2 partite di campionato.
Nel 1952-1953 allenò il Locarno. Successivamente ebbe esperienze in Turchia e Belgio.

## Palmarès

### Giocatore

#### Competizioni nazionali
- Campionato italiano di Serie B: 1

Palermo: 1947-1948